# Хрудим
Хрудим (на чешки: Chrudim) е град от Пардубицки край, Чехия.

## Демография
| Година    | 1970   | 1980   | 1991   | 2001   | 2003   |
| --------- | ------ | ------ | ------ | ------ | ------ |
| Население | 18 238 | 21 393 | 23 643 | 23 898 | 23 630 |

Виж: www.czso.cz

## Побратимени градове
- Ейде, Холандия
- Свидник, Словакия
- Олешница, Полша
- Черкаси, Украйна